# Jonathon Lillis
Jonathon Lillis, né le 20 août 1994 à Rochester, est un skieur acrobatique américain spécialisé dans les épreuves de saut acrobatique. 
Au cours de sa carrière, il a obtenu le titre de champion du monde 2017 de Big air à Sierra Nevada) en Espagne. Il décroche une médaille d'argent lors d'une épreuve de la Coupe du monde 2015-2016 à Moscou.

## Palmarès

### Jeux olympiques
| Édition/Discipline     | Big air |
| JO 2018 (Pyeongchang ) | 8e      |

### Championnats du monde
| Édition/Discipline             | Big air |
| Mondiaux 2017 (Sierra Nevada ) | Or      |

### Coupe du monde
- 1 podiums.